# Willie Davenport
Willie Davenport (Troy, 8 juni 1943 - Chicago, 17 juni 2002), was een Amerikaans atleet en bobsleeër.

## Biografie
Davenport nam vijfmaal deel aan de Olympische Spelen, viermaal als hordeloper bij de atletiek en in 1980 bij het bobsleeën.
Davenport won in een olympisch record in 1968 de gouden medaille, acht jaar later won hij olympisch brons.

## Persoonlijke records
| Onderdeel   | Prestatie | Jaar |
| ----------- | --------- | ---- |
| 100m        | 10,3s     | 1969 |
| 110m horden | 13,33s    | 1968 |

## Palmares

### 110m horden
- 1964: HF OS - 14,2 s
- 1968:  OS - 13,3 s OR
- 1972: 4e OS - 13,5 s
- 1976:  OS - 13,38 s

### Bobsleeën 4mans Bob
- 12e 1980

1896: Tom Curtis ·
1900: Alvin Kraenzlein ·
1904: Frederick Schule ·
1908: Forrest Smithson ·
1912: Fred Kelly ·
1920: Earl Thomson ·
1924: Daniel Kinsey ·
1928: Sydney Atkinson ·
1932: George Saling ·
1936: Forrest Towns ·
1948: William Porter ·
1952: Harrison Dillard ·
1956: Lee Calhoun ·
1960: Lee Calhoun ·
1964: Hayes Jones ·
1968: Willie Davenport ·
1972: Rod Milburn ·
1976: Guy Drut ·
1980: Thomas Munkelt ·
1984: Roger Kingdom ·
1988: Roger Kingdom ·
1992: Mark McKoy ·
1996: Allen Johnson ·
2000: Anier García ·
2004: Liu Xiang ·
2008: Dayron Robles ·
2012: Aries Merritt ·
2016: Omar McLeod ·
2020: Hansle Parchment ·
2024: Grant Holloway
- World Athletics: 14350586